# 淡路市立大町小学校
淡路市立大町小学校（あわじしりつおおまちしょうがっこう）は兵庫県淡路市中田にある日本の公立学校である。

## 概要
淡路市の南側、旧津名町市街地の内陸部に位置する。1874年に檜原村の檜原小学校、大町村の大町小学校としてそれぞれ開校し、1887年に城陽小学校として両校が合併した。その後第一次小学校令により、1900年に大町尋常小学校となり、国民学校令により、大町国民学校となった。その後の市町村合併により大町村立大町小学校、津名町立大町小学校、淡路市立大町小学校へと名前を変え現在に至る。

## 歴史
- 1874年 (明治7年) - 檜原小学校創立(檜原村)。
- 1874年 (明治7年) - 大町小学校創立(大町村)。
- 1887年 (明治22年) - 檜原小と大町小の両行が合併し城陽小学校創立。
- 1900年 (明治33年) - 大町尋常小学校と改称。
- 1941年 (昭和]16年) - 大町国民学校と改称。
- 1947年 (昭和22年) - 大町村立大町小学校と改称。
- 1955年4月1日 (昭和30年) - 津名町立大町小学校と改称。
- 2005年4月1日 (平成17年) - 淡路市立大町小学校と改称。

## 通学区域
- 大町上、大町下、大町畑、木曽下、木曽上、木曽上畑[2]

## 通学先中学校
- 淡路市立津名中学校

## アクセス
- 神戸淡路鳴門自動車道　津名一宮ICから車で2分
- 中田小学校下バス停(あわ神あわ姫バス)から徒歩1分

## 通学区域が隣接している学校
- 淡路市立塩田小学校
- 淡路市立中田小学校
- 淡路市立多賀小学校
- 淡路市立一宮小学校
- 洲本市立鮎原小学校
- 洲本市立安乎小学校